# Der Usedom-Krimi: Am Scheideweg
Am Scheideweg ist ein Fernsehfilm aus der Kriminalfilmreihe Der Usedom-Krimi. Er wurde im Auftrag von ARD Degeto und dem NDR von der Polyphon Film- und Fernsehgesellschaft mbH für Das Erste produziert. Die 23. Folge der Filmreihe wurde am 21. November 2024 erstmals im Fernsehen ausgestrahlt.

## Handlung
Eine Joggerin findet auf einer Bank in der Nähe der Strandpromenade einen Toten. Äußere Gewalt ist nicht zu erkennen, die Identität lässt sich zunächst nicht feststellen. Das Team um Rainer Witt nimmt die Ermittlungen auf. Karin beginnt unterdessen in Polen eine Psychotherapie bei Dr. Maurycy Wójcik, um ihre neuen Alpträume in Zusammenhang mit dem Tod ihrer Tochter Julia zu verarbeiten. Nachdem Karin im Gespräch den Verdacht ausspricht, dass nicht der damals verhaftete Keyser, sondern Bandenchef Zielinski dafür verantwortlich sei, bricht der Therapeut kurzerhand die Sitzung ab. Wenig später ist der Therapeut verschwunden, was für Karin kein Zufall sein kann. Sie findet heraus, dass Zielinskis Schwägerin Emilia Cordes bei Wójcik in Behandlung war. Als sie der Frau in ihrer Bäckerei Fragen stellt, wird sie von ihr gebeten zu gehen. Emilias Sohn Adam scheint wegen der Fragen beunruhigt.
Karin unterstützt Wójciks Mann bei der Suche nach dem Vermissten, wobei die polnische Polizei Karins Verdacht eines Zusammenhangs mit Cordes wenig interessiert. In Wójciks therapeutischen Aufzeichnungen findet sein Mann Bestätigung für Karins Verdacht. Diese sucht Zielinski auf und stellt ihn zur Rede; dieser streitet aber alles ab. Der Tote auf der Bank wurde unterdessen als Udo Jung identifiziert, der sich über Onlinedating mit einer Frau verabredet habe und mit LSD außer Gefecht gesetzt worden sei. Nachdem die Polizei die Frau beim Verkauf von Jungs SUV festnimmt, erfahren die Ermittler, dass die Drogen von einem gewissen Adam kamen.
Adam ruft Karin an, die ihre Nummer in der Bäckerei hinterlassen hat, und gesteht ihr, Wójcik umgebracht zu haben, nachdem dieser ihm Fragen zu Zielinski stellen wollte. Jetzt wünscht Adam, er wäre auch tot. Karin kann den jungen Mann in einem Gebäude im alten Hafen ausfindig machen. Dieser erzählt ihr, dass er Zielinski bei der Ermordung von Karins Tochter gesehen habe. Als Adam sich zu erschießen versucht, kann Karin das durch ihr Eingreifen verhindern. Die Polizei findet schließlich den toten Wójcik und nimmt Zielinski aufgrund der Aussage von Adam fest.
Karin trifft auf der Seebrücke Schwiegersohn Stefan, den sie zu Julias Todestag bereits auf dem Friedhof nach längerer Zeit wiedergesehen und bei einer anschließenden Verabredung versetzt hat. Er habe eine neue Beziehung und seine Probleme in den Griff bekommen.

## Produktion
Der Film wurde vom 13. Februar 2024 bis zum 12. April 2024 in Mecklenburg-Vorpommern und Berlin gedreht.

## Rezeption

### Kritiken
Tilmann P. Gangloff bewertete den Film mit dreieinhalb von sechs Sternen.

### Einschaltquoten
Die Erstausstrahlung des Films am 21. November 2024 sahen in Deutschland insgesamt 5,31 Millionen Zuschauer, was einem Marktanteil von 21,4 Prozent für Das Erste entsprach.